# Gonnesa
Gonnesa (Gonnesa in sardo) è un comune italiano di 4 539 abitanti della provincia del Sulcis Iglesiente. Si trova nella Sardegna sud-occidentale nella regione dell'Iglesiente.

## Geografia fisica
(Gabriele D'Annunzio, Cronaca Bizantina, 1882)

### Cale, coste e spiagge del Comune

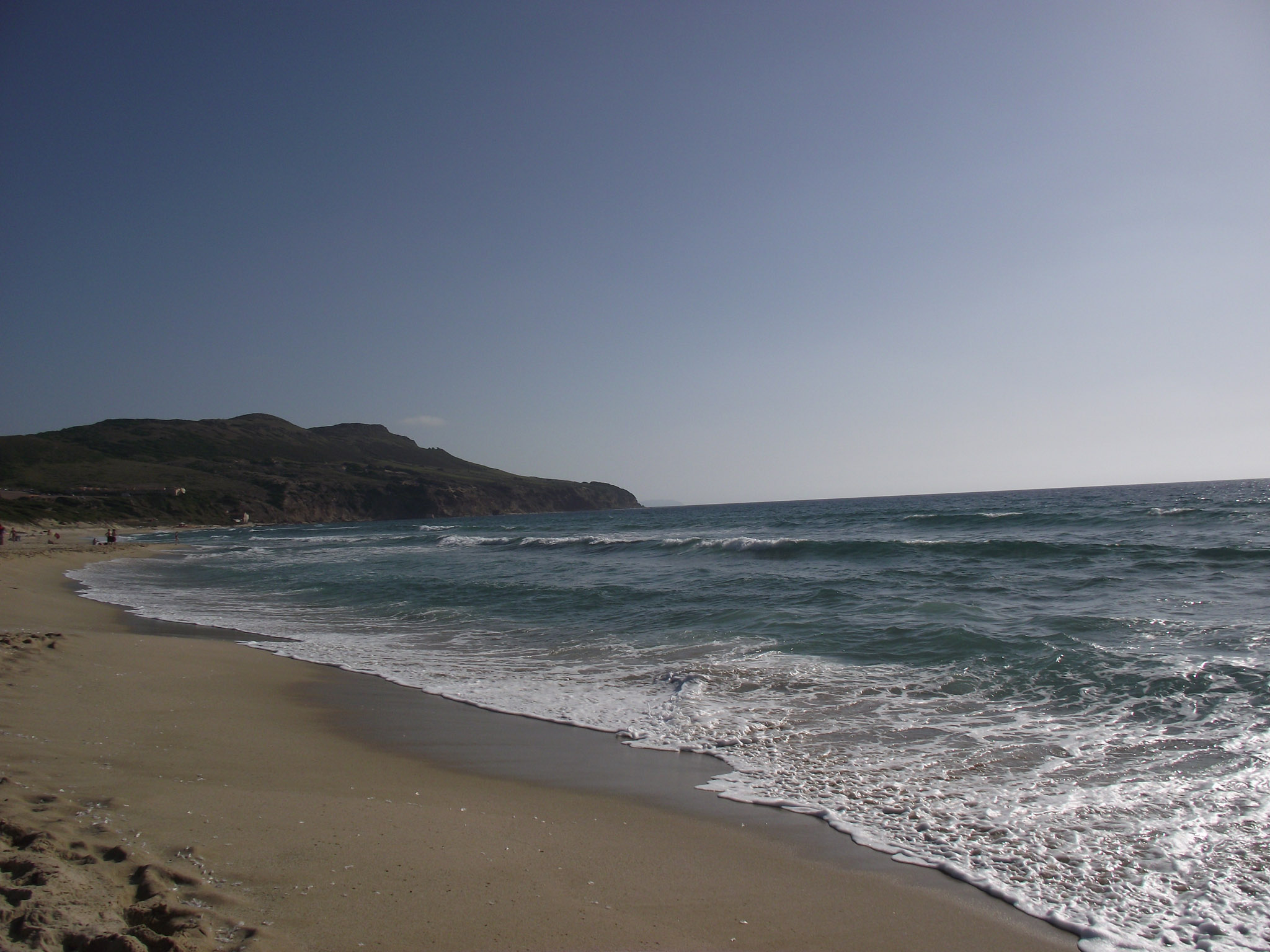
La spiaggia di Sa Punta e S'Arena e, sullo sfondo, Porto Paglia

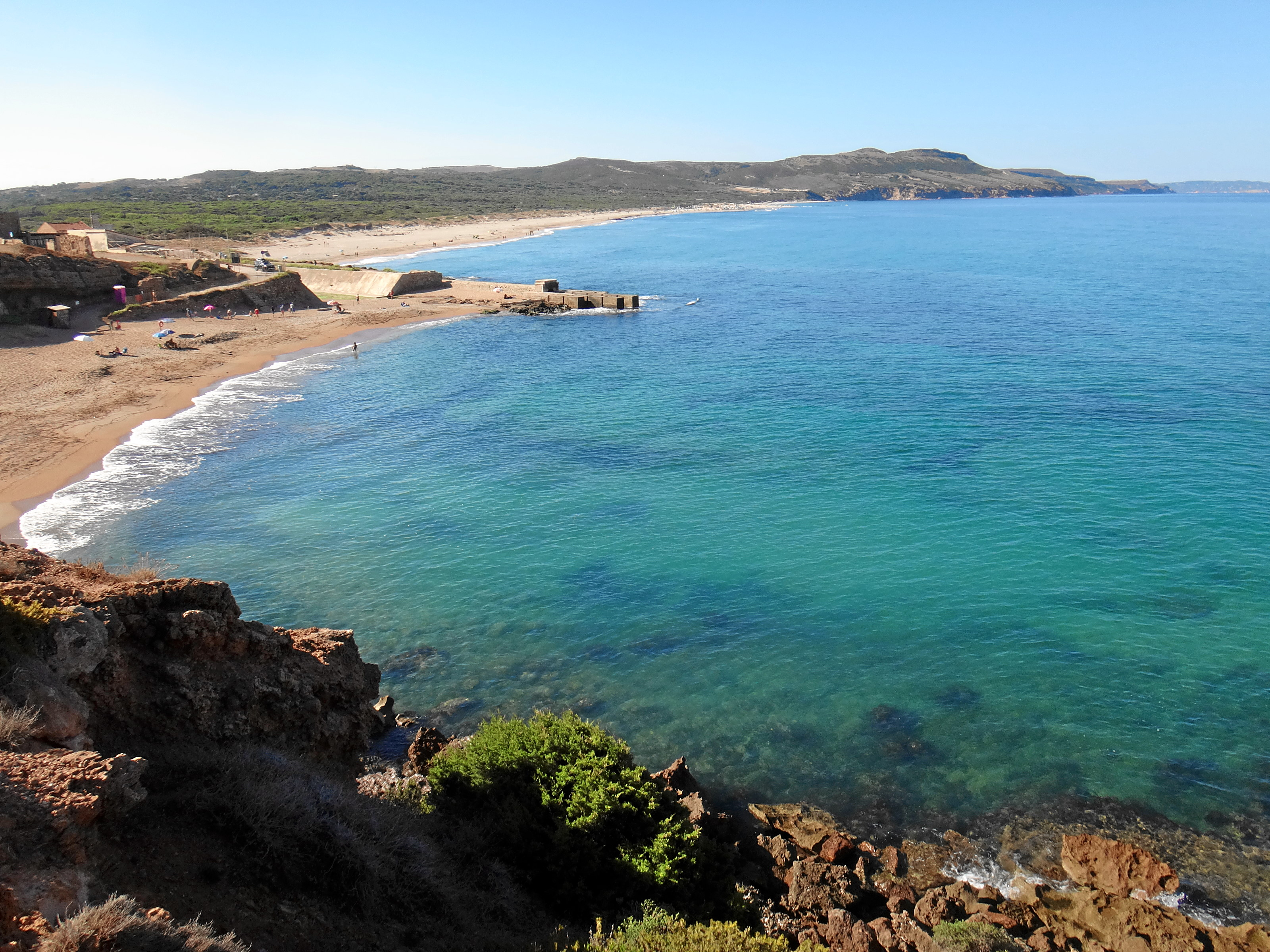
Spiaggia di Fontanamare

Nel litorale del Comune di Gonnesa, partendo da nord verso sud, si hanno le seguenti cale, coste e spiagge più conosciute:
- Scoglio il Morto (o Su Mortu) (alto 33 m);
- Costa Campumari (cioè: campo del mare), ai piedi dell'omonimo altipiano che sovrasta il territorio a nord di Fontanamare;
- Caletta degli Innamorati;
- Spiaggia Fontanamare o Funtanamare (cioè: fontana del mare);
- Spiaggia Plage de Mesu (cioè: spiaggia di mezzo);
- Spiaggia Sa Punta de S'Arena (cioè: la punta della sabbia);
- Spiaggia Is Arenas (cioè: le sabbie);
- Spiaggia di Porto Paglia o Portu Palla (cioè: porto delle alghe - paglia di mare);
- Costa Porto Paglia o Portu Palla con vecchia tonnara (anno 1615) e ruderi di una torre aragonese;
- Calette di Punta Perdaias Mannas (cioè: punta pietraie grandi);
- Cala Punta Perdaias Mannas;
- Cala Perdaias Mannas (cioè: pietraie grandi);
- Costa Perdaias Mannas con falesie;
- Cala Àcua Sa Canna (cioè: acqua della canna);
- Costa Àcua Sa Canna, nota anche come Canali de Trincas;
- Costa Guroneddu (cioè: foruncoletto o tubercolo)
- Costa Guroni Mannu;
- Costa Crobettana;

## Origini del nome
Il suo nome è stato modificato nel tempo, dal primo termine Connesium, sostituito poi da Connese e Connesa, fino ad arrivare alla forma attuale. Il nome del paese fa, probabilmente, riferimento ad una base prelatina e paleosarda *goni/*koni/*goi con il significato di colle, altura, monte e starebbe ad indicare un luogo situato tra i colli.

## Storia

### Preistoria e storia antica

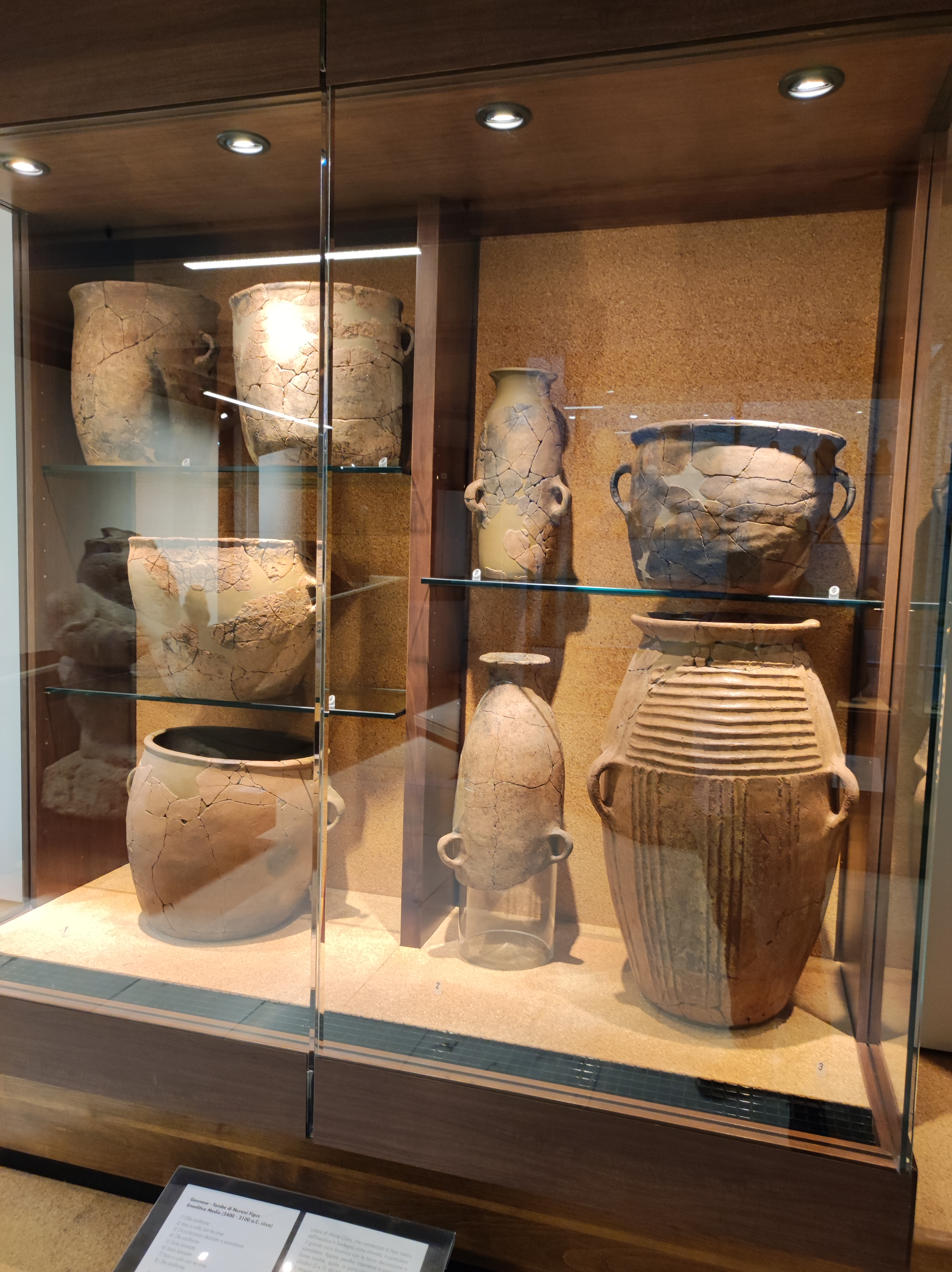
Ceramiche della cultura di Monte Claro da Nuraxi Figus

L'area fu abitata fin dall'epoca prenuragica e nuragica come testimoniato dal complesso di Seruci e dagli altri siti sparsi nel territorio (S'Erbexì, Serra de Nuraxi, Murru Moi, Serra Maverru, Ghilotta, Genna de Rei, Murreci, Campu de mari).
Come attestano numerosi reperti, l'area fu abitata anche in epoca Fenicia-Punica e Romana: le popolazioni lo occuparono per lunghi periodi, attratte dalla ricchezza dei minerali presenti nel sottosuolo del paese (zinco, rame, piombo, argento).

### Storia medievale
Nel medioevo il villaggio veniva definito Conesium, Conesa e anche Conesi, e registrato come "domus" o "domestica", cioè centro di aggregati rurali e sino al 1257 appartenne al Giudicato di Cagliari, nella curatoria del Cixerri. La locale chiesa in stile romanico dedicata a Sant'Andrea Apostolo, è datata tra il XI e il XIII secolo.
Gonnesa compare Citata anche nel breve di Villa di Chiesa: "la villa di Conesi ", nel IV capitolo dove si parla delle Argentiere di questa villa.
Gonnesa passò poi ai della Gherardesca e successivamente al Regno di Sardegna. Il centro fu quindi sotto la tutela amministrativa di Villa di Chiesa, l'odierna Iglesias e poi, dal 1421, fu feudo dei Gessa. Col tempo il paese era stato progressivamente abbandonato e ai primi decenni del XV secolo risulta essere spopolato. Come riportato nei censimenti tale situazione durerà fino alla fine del XVIII secolo.

### Storia moderna e contemporanea
Nel suo territorio vi si crearono diversi "furriadròxus", ovverosia dei piccoli centri di case coloniche costruite nelle campagne dove abitavano poche famiglie dedite alla pastorizia e all'agricoltura.
Segno che il villaggio non era del tutto spopolato è anche una reliquia dedicata a Sant'Andrea e conservata nella parrocchiale che porta incisa la data "1748", donata al villaggio dal canonico Antioco Sulas in cambio delle decime del raccolto di quell'anno.
Nel 1774 la famiglia Asquer, i nuovi gestori del feudo succeduti ai Gessa, rifondarono l'antico paese di Villa Conesi, liberando le terre e le case occupate e portandosi con atto ufficiale firmato davanti al notaio 15 nuove famiglie concedendo loro terre case e mezzi per poter coltivare e vivere. Il villaggio da subito seguì uno schema di sviluppo geometrico rettilineo, con strade diritte e ben allineate. Nel censimento del 1821 a Gonnesa risultavano 567 abitanti.
Nel corso della seconda metà del XIX secolo, grazie alla ripresa dell'attività mineraria conseguente alla riforma del settore, il territorio fu oggetto di interesse da parte di società minerarie nazionali ed estere che aprirono nuove miniere che indussero una notevole crescita demografica al punto che ai primi del XX secolo il paese contava oltre 3 000 abitanti. Nel maggio del 1906 a Gonnesa si verificarono gravi scontri tra minatori e forze dell'ordine che provocarono vari morti e feriti.
Accorpato a Carbonia nel 1940, il comune riacquisì la propria autonomia nel 1945. A partire dal secondo dopoguerra Gonnesa, così come il territorio circostante, subì la crisi del comparto minerario con la chiusura di numerose miniere.
Dagli anni novanta l'economia del comune è stata fortemente legata al vicino comparto industriale di Portovesme, che nel decennio successivo ha tuttavia affrontato una forte crisi che si è espansa su tutto il territorio Iglesiente. Il paese gode comunque di una discreta attrazione turistica durante il periodo estivo, favorita dalla vicinanza a numerose spiagge e a i due comuni principali della provincia.

### Simboli
(Descrizione araldica dello stemma)
(Descrizione araldica del gonfalone)
Lo stemma e il gonfalone sono stati concessi con l'apposito Decreto del Presidente della Repubblica datato al 26 gennaio 1986.

## Monumenti e luoghi d'interesse
Le attrattive turistiche del territorio sono il mare e le spiagge, la flora e la fauna locale, villaggi minerari dismessi, e importanti siti archeologici tra i quali la villaggio e reggia nuragica di Seruci.

### Architetture religiose
- Chiesa di Sant'Andrea Apostolo.
- Chiesa S. Isidoro Agricoltore - Nuraxi Figus.
- Ruderi chiesa San Rocco a Terra Is Collus.
- Ruderi della chiesa di Santa Maria nel villaggio di Monte Scorra.
- Ruderi della chiesa di San Giovanni nello stesso Monte.
- Ruderi della chiesa di San Giovanni Battista a Normann.

### Architetture civili
- Municipio - Via S. Andrea n. 48.

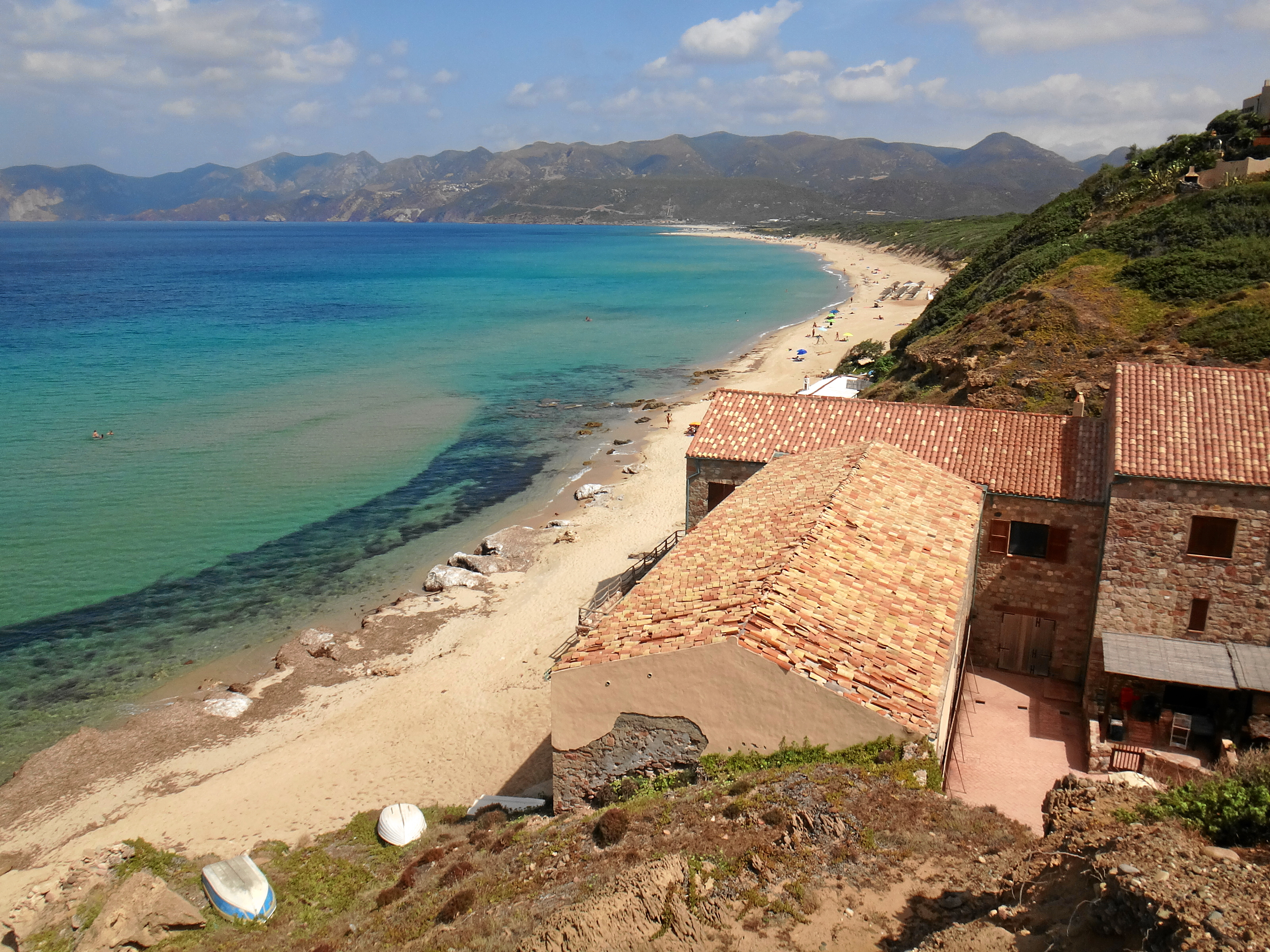
Tonnara di Porto Paglia

- Scuola elementare "Asproni" - Via Gramsci.
- Piazza Maggio 1906.
- Piazza Asquer.
- Piazza Del Minatore.
- Piazza 1º maggio.
- Villaggio Normann, nato come cantiere della miniera di San Giovanni, venne trasformato in residenza dei dirigenti e dei quadri della miniera. Edificato nella seconda metà dell'Ottocento, il nucleo abitato conserva diversi edifici interessanti. Due di questi, la villa del Direttore e lo Spaccio Circolo impiegati, sono stati dichiarati dalla Direzione Regionale per i Beni Culturali della Sardegna “di interesse culturale, storico e artistico particolarmente importante ai sensi dell'art.10 comma 1 del D.Lgs. 22/01/2004 n.42 e s.m.i.”.
- Frazione Nuraxi Figus. Nata come villaggio minerario per le miniera di Monte Sinni e di Seruci.
- Complesso minerario storico di Monte Onixeddu.
- Complesso minerario storico di Seddas Modditzis, in comune di Iglesias, mentre in comune di Gonnesa sorge la laveria.
- Stazione vecchia della ferrovia Monteponi-Portovesme. Alloggi per i dipendenti dell'ex ferrovia.
- Antica tonnara di Porto Paglia, di cui la prima concessione risale al 1595 poi passata di mano diverse volte fino al 1657 quando venne ceduta da Filippo IV di Spagna insieme ad altre cinque tonnare. Nel Settecento un nucleo di pegliesi che da Tabarka si rifugiarono nell'isola di San Pietro, formò un gruppo specializzato che lavorò nelle tonnare per diverse generazioni. Ancora seguirono altre variazioni nella proprietà fino al Novecento quando la Regione Sarda subentrò alla società genovese degli eredi Carpaneto, acquisendo la tonnara per affidarla a una cooperativa costituita da seicento soci, la Co.To.Ri.Ca (Cooperativa Tonnarotti Riuniti Carloforte). La nuova gestione durò solo dieci anni perché nel 1974 la pratica della pesca fu sospesa e cinque anni dopo la Cooperativa dichiarò fallimento.[10] L'intera tonnara venne messa all'asta e, acquistata da privati, venne ristrutturata e trasformata in un suggestivo villaggio. Vi si trovano anche antiche fontanelle per la raccolte delle acque e un pozzo a centro dei caseggiati. Insiste nei pressi di un sito nuragico con presenza di tombe.

### Architetture militari
Tra il 1940 e il 1943 il territorio tra Gonnesa e Iglesias divenne un corridoio strategico per la difesa da possibili sbarchi nemici. Lo sbarramento stradale San Giovanni era parte di una rete di opere difensive costruite e presidiate dal Regio Esercito Italiano. Il caposaldo, denominato San Giovanni o “Troia”, controllava le due ferrovie (F.M.S. e Monteponi) e la Strada Statale, nel passaggio obbligato tra Monte San Giovanni e Monte Meu. Localmente noto come “Su Post’e bloccu”, si presenta ancora integro anche perché situato in una proprietà privata.  Si compone di un ricovero per i militari e di sette postazioni in calcestruzzo a suo tempo dotate di armi automatiche o cannoni. È ancora presente anche uno sbarramento anticarro realizzato con grossi blocchi in calcestruzzo. La sede stradale e le due ferrovie disponevano di ostacoli attivabili al bisogno, costituiti da travi in acciaio da inserire in specifici alloggiamenti. Il sistema difensivo comprendeva anche predisposizioni minate lungo la Strada Reale 126, nel viadotto ferroviario e nella galleria “Pellegrini”.
Analogo sbarramento, denominato "Amelia", si trova tra Cuccuru Egaiu e Monte Uda. È più piccolo e meno armato di quello denominato "Troia" e sbarra la strada interna che collega Gonnesa alla laveria mineraria di Seddas Moddizzis. Dispone ancora di uno sbarramento anticarro con i "sarcofagi" in calcestruzzo e quattro postazioni d'arma collocati a varie altezze.
Sul Monte Arbu operava, in funzione antisbarco, una batteria composta da quattro cannoni da 75mm di cui ancora oggi resistono le piazzole e le infrastrutture di servizio (trincee e gallerie). Il settore difensivo iglesiente era affidato alla 205ª Divisione Costiera che dislocava nel territorio diverse unità con funzioni diverse. L’importanza del settore è testimoniata da molte altre fortificazioni, postazioni di allarme a mare e gruppi di fortini disposti a costituire l’arco di contenimento Fontanamare: 
- Caposaldo II "Cerignola" a monte della strada che conduce a Portopaglia;
- Caposaldo IV "Volterra";
- Caposaldo VII "Molfetta";
- Caposaldo VIII "Salerno" zona Monte Prelau Sa Masa;
- Caposaldo IX "Terracina" zona Bega de Su Pitticcheddu (fondo chiuso);
- Caposaldo XII "Anagni" a difesa della camionabile per Nebida.

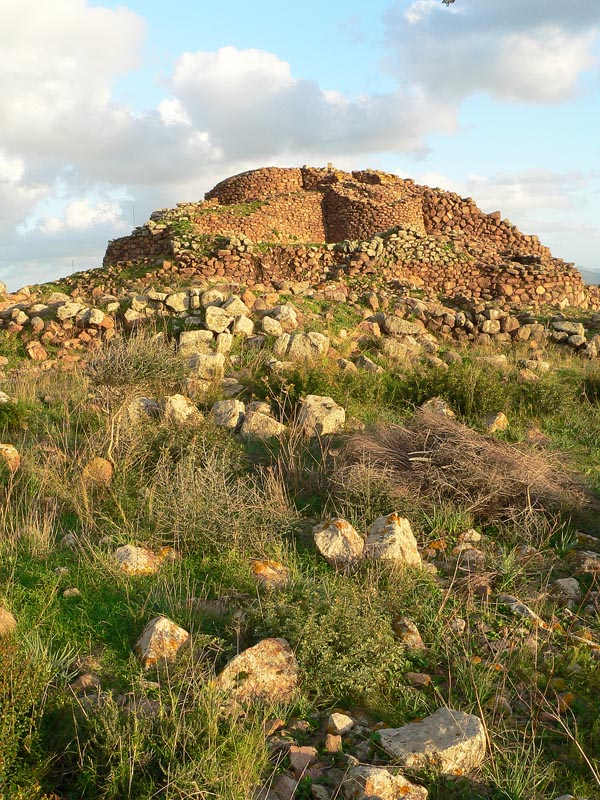
Il nuraghe Seruci

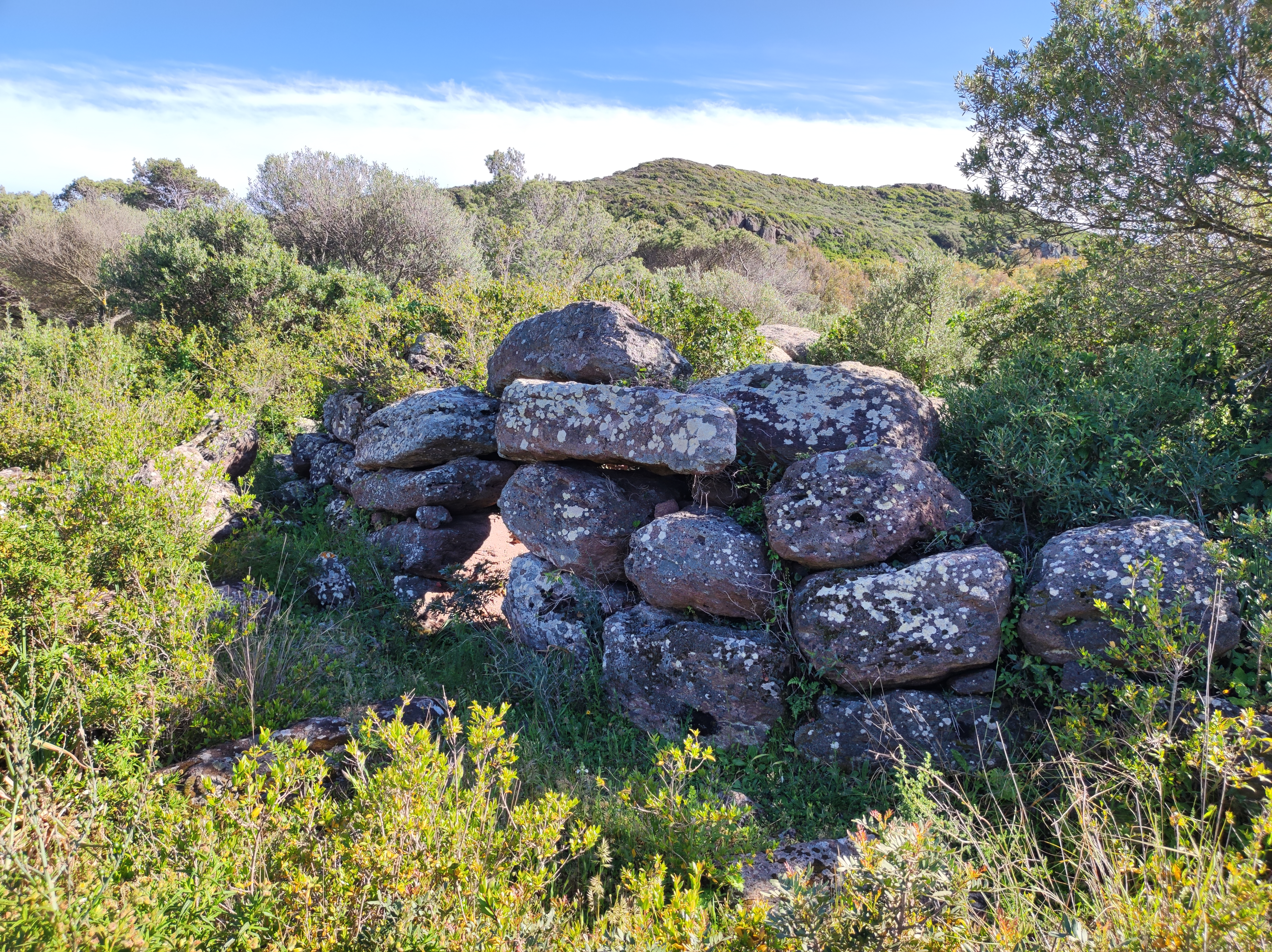
Protonuraghe Is Bangius

### Siti archeologici
- Complesso nuragico di Seruci[12]
- Nuraghe Sa Turrita.
- Nuraghe Gennerei.
- Nuraghe Corona Maria.
- Nuraghe Murru Moi.
- Nuraghe Moru Nieddu.
- Nuraghe e villaggio s'Erbexi o Erbegi.
- Nuraghe Is Bangius e villaggio.
- Ghilota villaggio, che deriva da Cuile.
- Bangius, villaggio e sito termale, sfruttato dai Sardi nuragici prima e dai Romani dopo.
- Monte Sinni, nuraghe a sud-est e altre tracce di antropizzazione ad ovest.

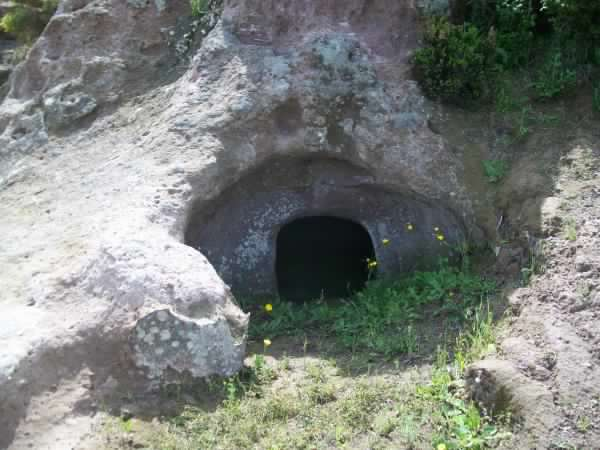
Domus de janas di Serra Maverru

- Domus de janas in località Serra Maverru
- Su Tuvu Mannu, domus de Janas.
- Su Cuccuru de su topi, domus de janas.
- Serra Nuaxi o Nuraxi, resti di una capanna.
- Is funtaneddas, costruite intorno al 1615 dagli spagnoli per raccogliere l'acqua dolce che usarono per edificare il villaggio e per uso potabile, nell'omonimo canale di Is Funtaneddas ("le fontanelle"). Delle tre esistenti ne restano una intera e un'altra diroccata.

### Luoghi di interesse naturalistico

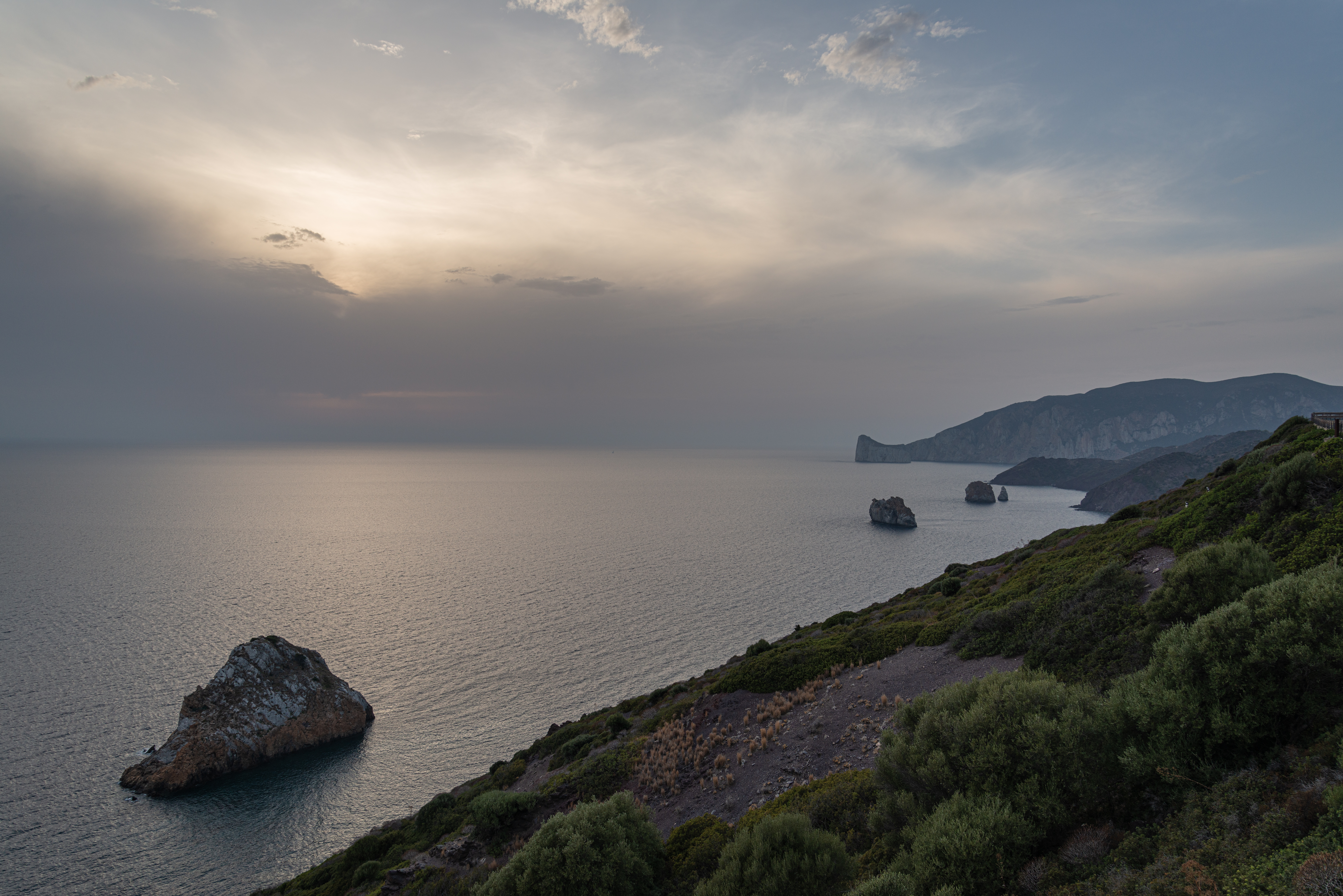
In primo piano lo Scoglio il Morto

Il territorio comunale di Gonnesa ospita due SIC (Siti di Interesse Comunitario): 
SIC  "Costa di Nebida", ora Zona Speciale di Conservazione (ZSC), è caratterizzata da formazioni vegetali uniche a livello europeo tra le quali spicca il Limonium merxmuelleri. I settori che meglio esprimono queste peculiarità sono quelli calcarei che accolgono una flora ricca di specie endemiche, soprattutto legate agli ambienti rupestri e perciò maggiormente influenzate dall'antica composizione geologica. La fauna è caratterizzata soprattutto per la presenza di numerose specie di uccelli di interesse comunitario che vivono tra lo stagno di Sa Masa e l'interno. L’area compresa tra il mare e il Monte San Giovanni e Normann. è nota soprattutto per le alte falesie del Monte San Giovanni dove nidificano e si riproducono diverse specie di rapaci tra i quali il falco pellegrino.
Il SIC "Da Is Arenas a Tonnara", ora Zona Speciale di Conservazione (ZSC), è caratterizzata da un campo dunale lungo tre Km separato dal mare da 150 metri di spiaggia pianeggiante più bassa di qualche metro rispetto alle dune.
Le dune che separano la spiaggia dallo stagno di Sa Masa, sono costituite da sabbie stratificate, spesso cementate (panchina antica), di origine Wurmiana con resti di Elephas melitensis ritrovato nelle dune fossili coeve di Funtana Morimenta a circa 3,5 Km dal mare.
È presente la vegetazione delle dune stabilizzate con Lentisco e Ginepro coccolone, habitat prioritario della Direttiva europea. Tale sito risulta essere una delle poche aree che da Sant’Antioco a Masua mostrano un’elevata naturalità.
Altri siti meritevoli di interesse:
- Parco S'Olivariu
- Punta'e s'Arena, tracce di approdo navale
- Spiagge Porto Paglia - Plagia Oberta-Punta'e S'Arena-Plage Mesu (Spiaggia di Mezzo) - Fontanamare. La spiaggia è una, circa 3.200 metri, i vecchi sardi davano i nomi a seconda dell'individuazione: is sinis o segni
- Palude o stagno di Sa Masa
- Golfo del Leone, sul quale si affaccia il litorale di Gonnesa
- Scoglio il Morto di fronte alla scogliera a nord di Fontanamare

## Società

### Evoluzione demografica
Abitanti censiti

### Etnie e minoranze straniere
Gli stranieri residenti a Gonnesa al 1 gennaio 2019 sono 75 e rappresentano l'1,5% della popolazione residente.

### Lingue e dialetti
La variante del sardo parlata a Gonnesa è il campidanese comune.

## Cultura

### Musei
- Corte Museo Etnografico - Nuraxi Figus.

### Biblioteche
- Biblioteca comunale - Piazza del Minatore.

### Scuole
Nel comune è presente una scuola dell'infanzia pubblica, una scuola primaria e una scuola secondaria di primo grado.

## Geografia antropica

### Frazioni
Il comune si estende per molti chilometri, molti dei quali disabitati. Le zone abitate compongono invece diverse frazioni. Le frazioni più popolate sono Nuraxi Figus che dista 7 km dal comune e dove è situata la Miniera di Monte Sinni, fino al 2018 (anno della sua dismissione) unica miniera carbonifera attiva in Italia e la frazione di Normann, ex villaggio minerario posto in posizione panoramica sul Monte San Giovanni e raggiungibile attraverso la Strada statale 126 Sud Occidentale Sarda in direzione Iglesias, Altre frazioni, composte perlopiù da poche case, sono Fontanamare, sede anche dell'omonima spiaggia e i villaggi San Giovanni, Seruci (sede del complesso nuragico), Stazione Monteponi, Terras Collu e Porto Paglia (sede di una antica tonnara ormai dismessa).

## Economia

### Miniere

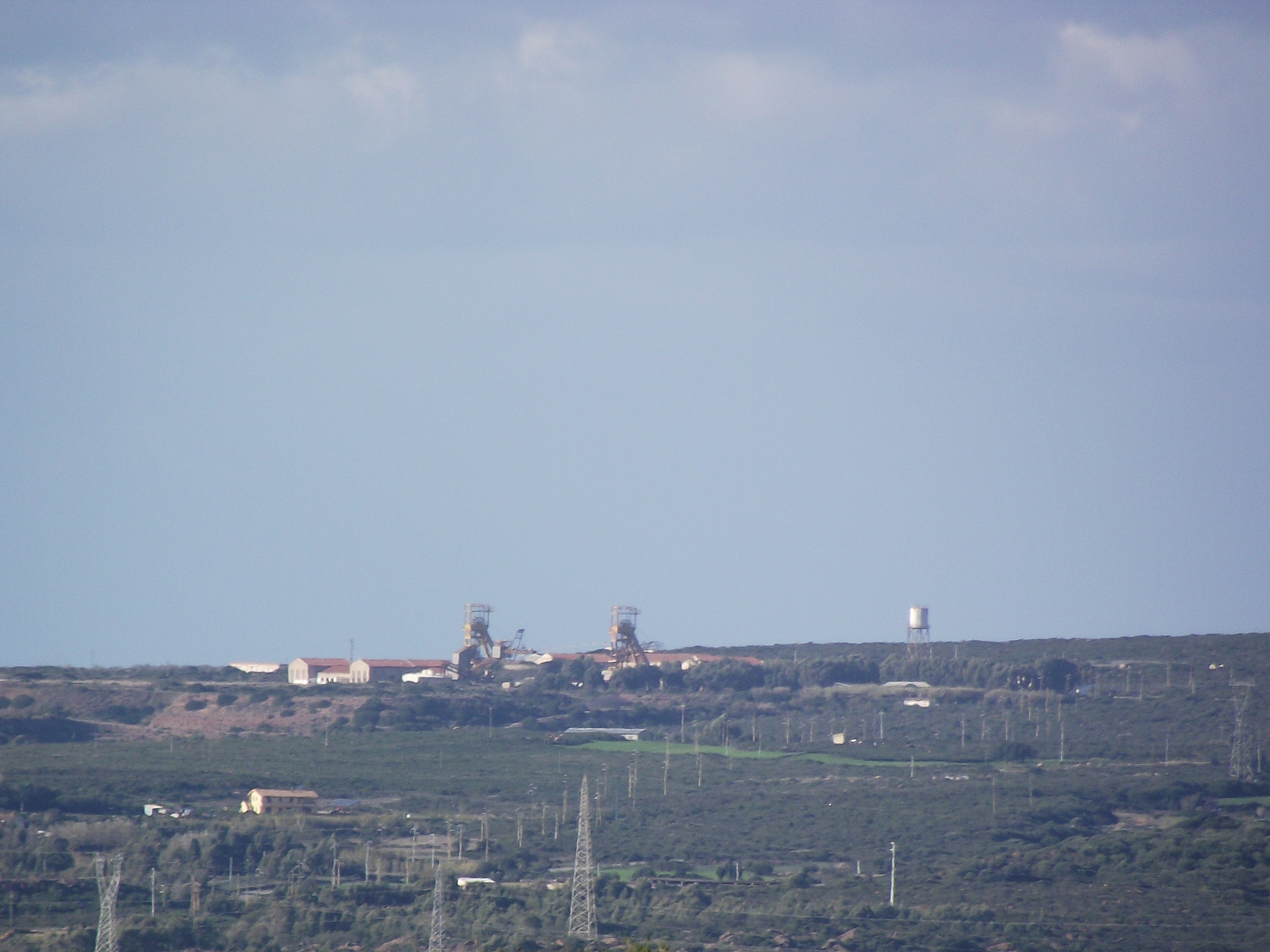
L'ex miniera di Seruci

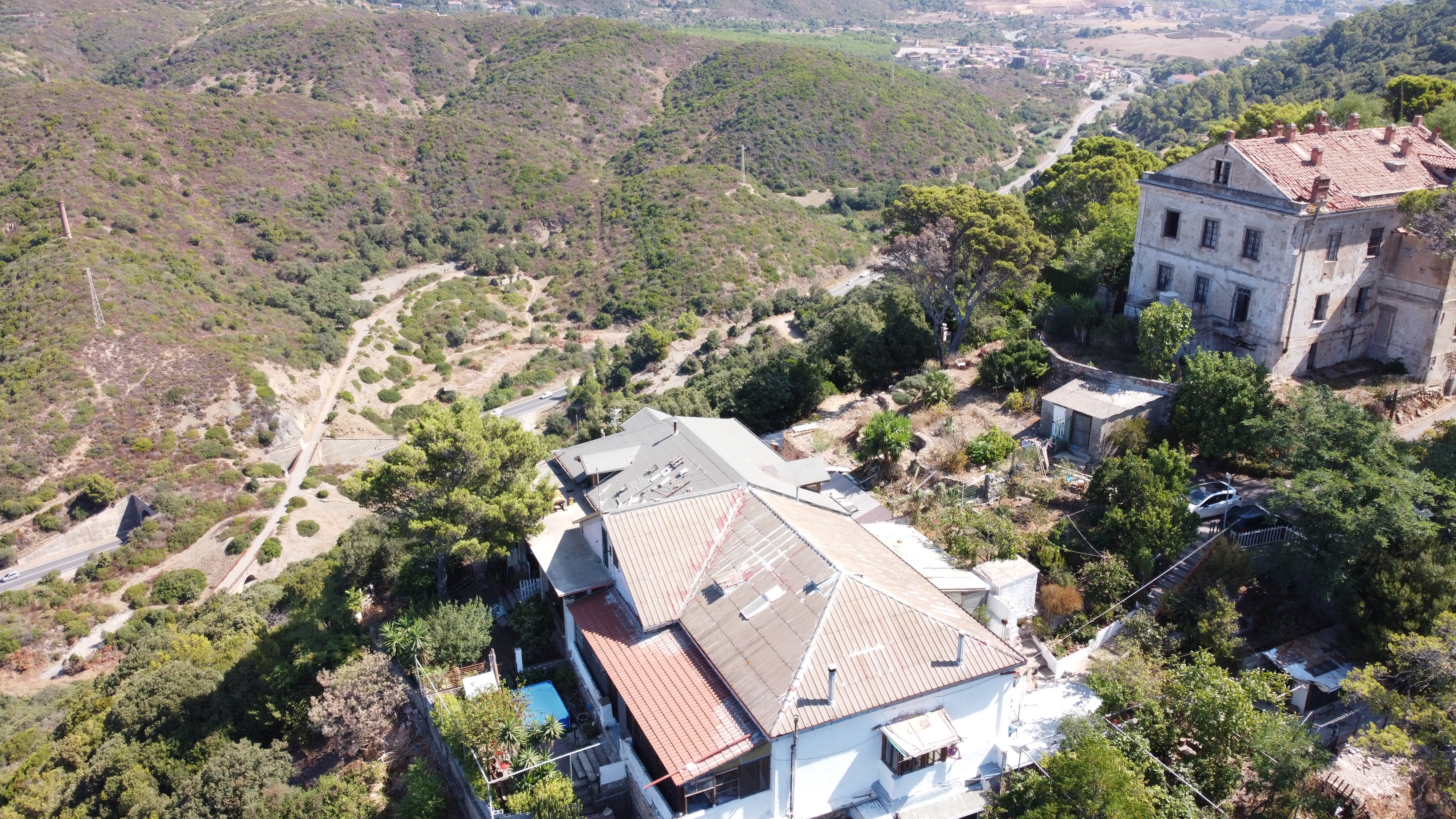
Scorcio della frazione di Normann

Sin dagli ultimi decenni dell'XIX secolo nel territorio di Gonnesa, che all'epoca comprendeva anche Bacu Abis, erano presenti numerose miniere per l'estrazione di una grande quantità di materiali, che hanno portato a un rapido popolamento del comune e delle zone limitrofe. A inizio novecento, con la fondazione di Carbonia da parte di Benito Mussolini, l'attività di estrazione mineraria è stata potenziata, fino al secondo dopoguerra, quando questo tipo di attività ha subito una flessione e ha portato alla chiusura in sequenza della maggior parte delle miniere del comune. La maggior parte di esse sono tuttavia ancora presenti, seppure in condizioni di degrado, e vengono visitate da numerosi appassionati:
- Miniera carbonifera di Monte Sinni, prima conosciuta come Litoria, poi come cantiere di Nuraxi Figus, fino al 2019 unica miniera carbonifera in attività in Italia[16] e successivamente riconvertito a impianto di produzione dell'Alga spirulina
- Miniera di San Giovanni - Normann (piombo, zinco ed altri)
- Miniera di monte Onixeddu (estrazione di minerali di barite, calcite, galena argentifera)
- Santu Juannedhu, (piombo e zinco)
- Monte Scorra (piombo e zinco)
- Punta'e Mesudì (piombo e zinco)
- Domus Nieddas
- Bega, impianto Scalas (piombo e zinco)
- Bega, ex polveriera Italesplosivi
- Campu'e Mari o Campemà, affioramenti carboniferi e piombo-zinco
- Is Terratzus, miniera di lignite e torba
- Su Mogoresu-Pintixedda, cava di sabbia silicea
- Serra Maverru, cava di trachite rossa.
- Sa Morimenta, vi fu l'impianto di trattamento dei minerali provenienti da monte Onixeddu
- Buddhidroxa, (bollitoio) non lontana da Morimenta, zona acquitrinosa, vi sono acque calde sotterranee
- Monte Cani, monte Uda, piombo zinco e barite
- Miniera carbonifera di Monte Sinni, prima conosciuta come Litoria, poi come cantiere di Nuraxi Figus, fino al 2019 unica miniera carbonifera in attività in Italia[16] e successivamente riconvertito a impianto di produzione dell'Alga spirulina[17]
- S'Ega'e su Porcedhu, vicina a Sedda is Moddizis (piombo e zinco)
- Miniera di Sedda is Moddizzis, al confine col comune di Iglesias, la cui laveria del 1936 è in comune di Gonnesa
- Miniera carbonifera di Seruci
- Miniera carbonifera di Terras Collu, già Terra'e Colu, nome che deriva dal fatto che le acque piovane colavano a valle dall'altipiano di Corona Maria
- Miniera carbonifera di Murecci o Murrecci, (le mureci sono delle lumache a forma di spirale che venivano utilizzate dai nuragici per tingere la seta e altri tessuti), canna del pozzo ancora visibile, dentro l'azienda Tidu
- Cava a "cielo aperto" di bentonite, Jenna'e Rej, Is Perdais Mannas
- Forno di calce di Montrau, ancora esistente, prima di arrivare al Pozzo di Baccarini
- Ruderi de "su forru'e su matoni", accanto all'imbocco stradale per gli impianti di Bega
- Ruderi forni di calce ai piedi del Monte San Giovanni e ai piedi di monte Lisau

## Infrastrutture e trasporti

### Strade
Gonnesa è raggiungibile solamente attraverso la Strada statale 126 Sud Occidentale Sarda che la collega in direzione sud con Carbonia e il resto del Sulcis e in direzione Nord con Iglesias e alla Strada statale 130 Iglesiente. Il comune ha un facile collegamento anche con la Strada provinciale 83, che attraversa la frazione di Fontanamare e permette di raggiungere le località marittime di Nebida e Masua, e con la Strada provinciale 108 che permette di raggiungere le frazioni di Seruci e Nuraxi Figus oltre che il comune di Portoscuso e il relativo porto.

### Trasporto pubblico
Il servizio di autolinee extraurbane è gestito dall'ARST, le cui corse permettono il collegamento col resto del territorio del Sulcis-Iglesiente e con Cagliari, oltre che durante la stagione estiva, con la località marittima di Plagemesu.
Sino agli anni settanta Gonnesa era dotata di una stazione ferroviaria, posta lungo la linea San Giovanni Suergiu-Iglesias delle Ferrovie Meridionali Sarde, che permetteva di raggiungere in treno sia Iglesias che le frazioni minerarie (Monteponi, Bindua), oltre che Bacu Abis, Carbonia, San Giovanni Suergiu e i comuni dell'isola di Sant'Antioco. Tali collegamenti sono oggi serviti esclusivamente con autobus e la stazione è stata chiusa nel 1974 con successiva riconversione ad usi residenziali.

## Amministrazione

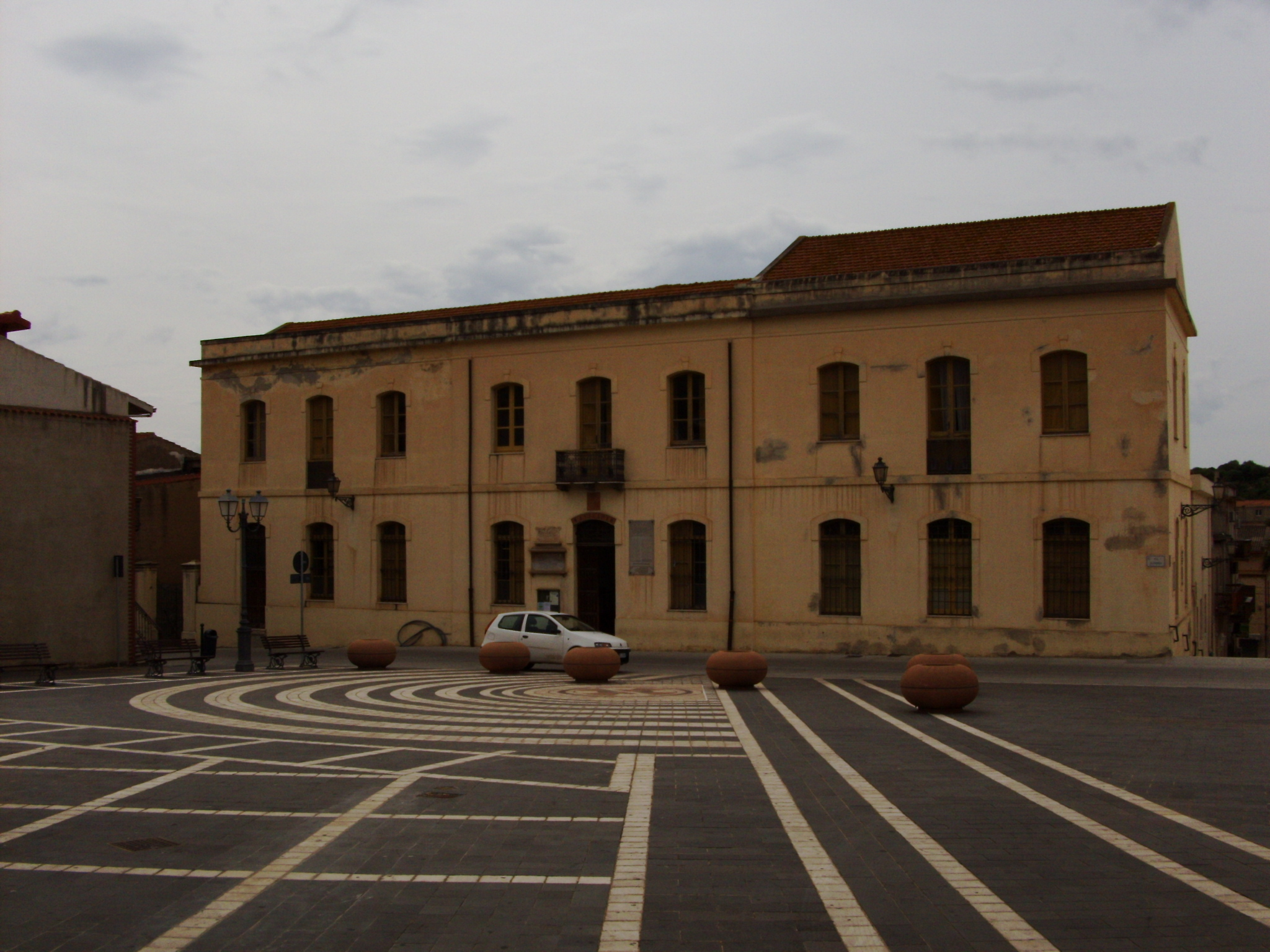
Municipio

| Periodo         | Periodo         | Primo Cittadino         | Partito                               | Carica  |
| --------------- | --------------- | ----------------------- | ------------------------------------- | ------- |
| 6 giugno 1993   | 27 aprile 1997  | Pier Giuseppe Mandis    | PDS                                   | Sindaco |
| 27 aprile 1997  | 13 maggio 2001  | Pier Giuseppe Mandis    | PDS                                   | Sindaco |
| 13 maggio 2001  | 29 maggio 2006  | Sergio Puddu            | Lista Civica                          | Sindaco |
| 29 maggio 2006  | 16 maggio 2011  | Pietro Cocco            | Lista Civica - L'Unione per Gonnesa   | Sindaco |
| 16 maggio 2011  | 5 giugno 2016   | Pietro Cocco            | Lista Civica - L'Unione per Gonnesa   | Sindaco |
| 5 giugno 2016   | 11 ottobre 2021 | Hansal Cristian Cabiddu | Lista civica - Noi per il Bene Comune | Sindaco |
| 11 ottobre 2021 | in carica       | Pietro Cocco            | Lista civica - Uniti per Gonnesa      | Sindaco |

### Gemellaggi
- Collio

## Sport

### Calcio
A Gonnesa è presente una società dilettantistica, il Gonnesa Calcio (nata nel 1964) che milita attualmente in Seconda Categoria, ma che ha militato in passato anche in Serie D. A livello puramente giovanile pratica attività l'A.S.D. Sport Time Gonnesa.

### Calcio a 5
Nel paese sono attive due società di calcio a 5, una nota come Calcioa5 Gonnesa e l'altra che è una sezione apposita del Gonnesa Calcio.

### Altri sport
È presente una squadra di pallavolo, Pallavolo Gonnesa (prima erano due: Sant'Andrea e Gadok Volley) entrambe hanno avuto un passato florido, giocando anche in serie maggiori.
Ha sede a Gonnesa una società di atletica, l'Atletica Gonnesa, fondata nel 1985. Organizzava nel luglio di ogni anno, fino alla fine degli anni 2000, la gara di atletica di rilevanza nazionale e internazionale Gonnesa Corre.
Nel territorio comunale è presente un crossodromo gestito dal Mcm Motoclub Gonnesa in cui si svolgono spesso gare di rilevanza nazionale.